# شألتيئيل
شألتيئيل (بالعبرية: שְׁאַלְתִּיאֵל‏)، (اليونانية:Σαλαθιηλ)، هو ابن يهويا كين ملك يهوذا. ذكره إنجيل متي ضمن نسب يسوع. نُفي يهويا كين وشألتيئيل ومعظم البيت الملكي ونخبة يهوذا إلى بابل بأمر من نبوخذ نصر الثانى ملك بابل بعد الحصار الأول للقدس في 597 قبل الميلاد. وخلال الأسر البابلي كان شألتيئيل يعتبر رأس الجالوت الثاني (أو الملك في المنفى) بعد والده.